# روبين دوارتي كسياس
روبين دوارتي كسياس (بالإسبانية: Rubén Duarte Casillas)‏ هو لاعب كرة قدم مكسيكي في مركز الوسط، ولد في 1 أبريل 1968 في غواناخواتو في المكسيك. لعب مع نادي أطلس.